# Manuel Blanch i Puig
Manuel Blanch i Puig (Mataró, 7 de gener del 1827 - Mataró, 1883) fou mestre de capella a Santa Maria de Mataró.
Des de la seva infància, Manuel Blanch va mostrar un interès pel món musical, es va convertir en escolà a l'església de Santa Maria. Tenia una habilitat pels estudis musicals, els va iniciar en solfeig amb Josep Roure, germà del mestre de capella en aquell moment de Santa Maria de Mataró, Jaume Roure (?-1853), amb qui posteriorment va estudiar violí i que va representar la primera gran influència pel futur Blanch com a compositor.
Blanch va continuar la seva formació musical estudiant piano i composició amb Jaume Isern, destacant ràpidament per la seva notable inclinació en aquest camp. Més tard, va ser deixeble de Jaume Isern (1798-1880). A casa de Jaume es parla d’una obra del compositor Rossini, que representa una autèntica revolució en el món de la música religiosa, concretament del Stabat Mater, de l’any 1832.
La situació econòmica de la família de Manuel Blanch va limitar la seva capacitat en dedicar-se exclusivament a l'art. Per superar aquesta limitació, va haver de recórrer a diverses activitats per guanyar diners, com copiant partitures, donant classes i realitzant altres ocupacions. El cap d'uns anys, Blanch per buscar estabilitat econòmica i poder ser músic entrà al sacerdoci.
D'aquesta etapa daten les primeres obres com ara: Rosaris i cançons (1845), els Goigs de les Santes (juliol 1847, que actualment s'interpreten al final de la missa), Goigs de la Immaculada Concepció (novembre 1847), entre d'altres.
El 1848, Blanch va ser nomenat director del cor. El 1851 acaba l'etapa de formació teològica i el primer dia del 1852 celebra la seva primera missa. El 1853, després de la mort de Jaume Roure, rep la plaça interina de mestre de capella.
L'any 1854, la vida de Manuel Blanch es va veure afectada per una pèrdua significativa amb la mort de la seva mare a causa del còlera. De manera sorprenent, després d'aquell moment, la producció creativa de Mn. Blanch experimentà una revitalització. D'aquella època provenen les seves obres musicalment més apassionants, encara que potser s les menys familiars per al públic en general.

## Obra
Es conserva una obra seva al fons MatC (Fons de la Capella de Música de Santa Maria de Mataró), datada al darrer quart del segle XIX i a la col·lecció de Partitures del Museu-Arxiu de Santa Maria de Mataró.
Algunes de les seves obres són: 
1. Rosaris i cançons amb acompanyament d'orquestra o orgue. Representen les seves primeres obres quan s'inicia en el camp de la composició, quasi tots anteriors a l'any 1847.
2. Goigs de les Santes. Juliol de 1847, que actualment encara s'interpreta al final de la missa.
3. Goigs de la Immaculada Concepció. Novembre de 1847. Aquests goigs estan component amb una delicadesa i amb el gust musical que hi havia aquella època.
4. Stabat Mater. Obra que està inacabada
5. Missa de Glòria. Juny de 1848. L'obra va ser composta dos mesos a petició de Jaume Isern i estrenada per les Festes de les Santes.
6. Rosaris amb acompanyament d'orgue. Posteriors al 1854.
7. Verge pura, Mare Santa. El mes del rosari, el octubre
8. Gradual de la Missa de Nadal. Obra del 1855
9. Gradual de la Missa de les Santes. Juliol de 1857, (Juliana i Semproniana), que en la versió revisada i reorquestrada el 1966 per Cristòfol Taltabull i Josep Soler s'interpreta per la Festa Major de les Santes de Mataró.
10. Miserere. Obra que es considera una de les millors i es compon entre el 1859-1860.
11. Sub tuum praesidium. Aquest motet es compon a la mateixa època que el Miserere
12. Liberame Domine. Juliol de 1862.
13. Tu es Petrus. Juny de 1871, en l'aniversari de l'elecció de Pius IX
14. Cobla a duo de tiples per als goig de les Santes. Juliol de 1874
15. Missa de Rèquiem. Octubre de 1874
16. Oremus pro Pontifice nostro
17. Monstra te esse Matrem.
18. Rosaris
19. Trisagis
20. Cançons
21. Goig
22. Composicions diverses
23. Antífona de Vespres per la festa de Sant Magí. Agost 1833
24. Missa de Rèquiem. Obra que comença a escriure el 1883 i queda inacabada